# Věra Sládková
Věra Sládková-Hořavová (1. května 1927 Brno – 1. dubna 2006 Bílovice nad Svitavou) byla česká a moravská básnířka, prozaička a dramatička.

## Život
Otec Věry Sládkové byl bývalý legionář, později pracoval jako listonoš. V letech 1930–1938 žila ve Frývaldově (dnešní Jeseník), kde jí v šesti letech zemřela matka, získala matku nevlastní. V roce 1938 byla s otcem a nevlastní matkou z Frývaldova vyhnána při německých etnických čistkách. Rodina se uchýlila do Brna–Králova Pole. Za války byla totálně nasazena v německé pojišťovně (1943–1945). Po válce (1945–1947) vystudovala Obchodní školu UNRRA.
Po ukončení školy pracovala jako knihovnice v Uměleckoprůmyslovém muzeu v Brně (1947–1950). V roce 1948 se vdala za středoškolského profesora a spisovatele Jiřího Jobánka (1923–2002). V roce 1952 odešla s manželem do Kunštátu, který tam získal místo učitele, a odtud se v roce 1956 vrátila do Brna. Po potratu dvojčat a návratu do Brna porodila v roce 1959 dceru Kateřinu a v roce 1965 se rozvedla. Střídala brigádnická zaměstnání a intenzivně se věnovala literární tvorbě. Mezi lety 1963 a 1967 spolupracovala s FS Barrandov, pro něž připravovala filmové povídky. Publikovala v kulturních časopisech, zaujala zejména básní Kůň, která jí přinesla první střetnutí s mocí. Její první díla přijala oficiální kritika vlažně.
V počátcích normalizace nepublikovala a pracovala jako uklízečka.[zdroj?]
V letech 1980–1994 žila v Praze v tíživých životních podmínkách, komplikovaných duševním onemocněním, poté se vrátila do Brna. V roce 1983 se podruhé vdala za dramatika a scenáristu Antonína Hořavu (*1939), v roce 1984 odešla do starobního důchodu. Zemřela v léčebně dlouhodobě nemocných v roce 2006.

## Dílo
Ve své tvorbě se vracela k válečným zážitkům.

### Knižní vydání
- Kráska s cejchem (ilustrace Jiří Hadlač; Brno, Krajské nakladatelství, 1961) sbírka povídek, ve kterých zpracovává předválečné a válečné zážitky
- Černé vlaštovky ( sbírka básní; Brno, Krajské nakladatelství, 1964)
- Otázky kočky (Praha, Československý spisovatel, 1967)
- Klec (Praha, Československý spisovatel, 1969); novela upoutala hned první větou: „Jsem fízl.“ Jde opět o osobní prožitek, neboť rodinný přítel Vojtěch Jestřáb, krycím jménem Jeřabinka, jak se přiznal, na ni donášel.
- Poslední vlak z Frývaldova (první díl trilogie, Brno, Blok, 1974)
- Pluky zla (druhý díl trilogie, Brno. Blok, 1975)
- Kouzelníkův návrat (Praha, Československý spisovatel, 1982)
- Malý muž a velká žena (Poslední vlak z Frývaldova a Pluky zla doplněny o Dítě svoboděnky; Praha, Mladá fronta, 1982)
- Malý muž a velká žena, aneb Vlak dětství a naděje (interview Pavel Kosatík, fotografie Miloslav Mirvald; Praha, Knižní podnikatelský klub, 1990)
- Malý muž a velká žena (fotografie Miroslav Mirvald, doslov Drahomíra Vlašínová; Opava, Optys, 1995)
- Malý muž a velká žena aneb Vlak dětství a naděje (V Praze, XYZ, 2004)

### Nevydaná díla
Pověry budoucnosti (román dokončený v roce 1984), rozhlasová hra Zářivé hostiny a další.

### Filmografie (autorka námětů)
- Kouzelníkův návrat (1984, film, námět ze severomoravských Sudet po ukončení války, režie Antonín Kachlík, hlavní role Martin Huba)
- Vlak dětství a naděje (1985, TV seriál podle románu Malý muž a velká žena, režie Karel Kachyňa, hlavní role Helena Růžičková a Stanislav Zindulka)

Seriál byl dokončen v roce 1985 a ohlášen k vysílání; vysílání bylo odvoláno a seriál byl poprvé vysílán až na jaře 1989. Od té doby byl opakovaně vysílán Českou televizí i v zahraničí.
- Ztráta paměti (1988, TV inscenace podle epizody z třetího dílu Malého muže a velké ženy – Dítě svoboděnky, režie Rudolf Tesáček)

### Rozhlasové provedení
- Poslední vlak z Frývaldova (1978, nastudovalo Brno, obnovená premiéra 2007)[4]